# Bhuttar
Bhuttar (nep. भुट्टर) – gaun wikas samiti we wschodniej części Nepalu w strefie Sagarmatha w dystrykcie Udayapur. Według nepalskiego spisu powszechnego z 2001 roku liczył on 625 gospodarstw domowych i 3577 mieszkańców (1778 kobiet i 1799 mężczyzn).